# Mulya Agung (Banyuasin III)
Mulya Agung is een bestuurslaag in het regentschap Banyuasin van de provincie Zuid-Sumatra, Indonesië. Mulya Agung telt 1835 inwoners (volkstelling 2010).